# Estação Ferroviária de Monte Estoril

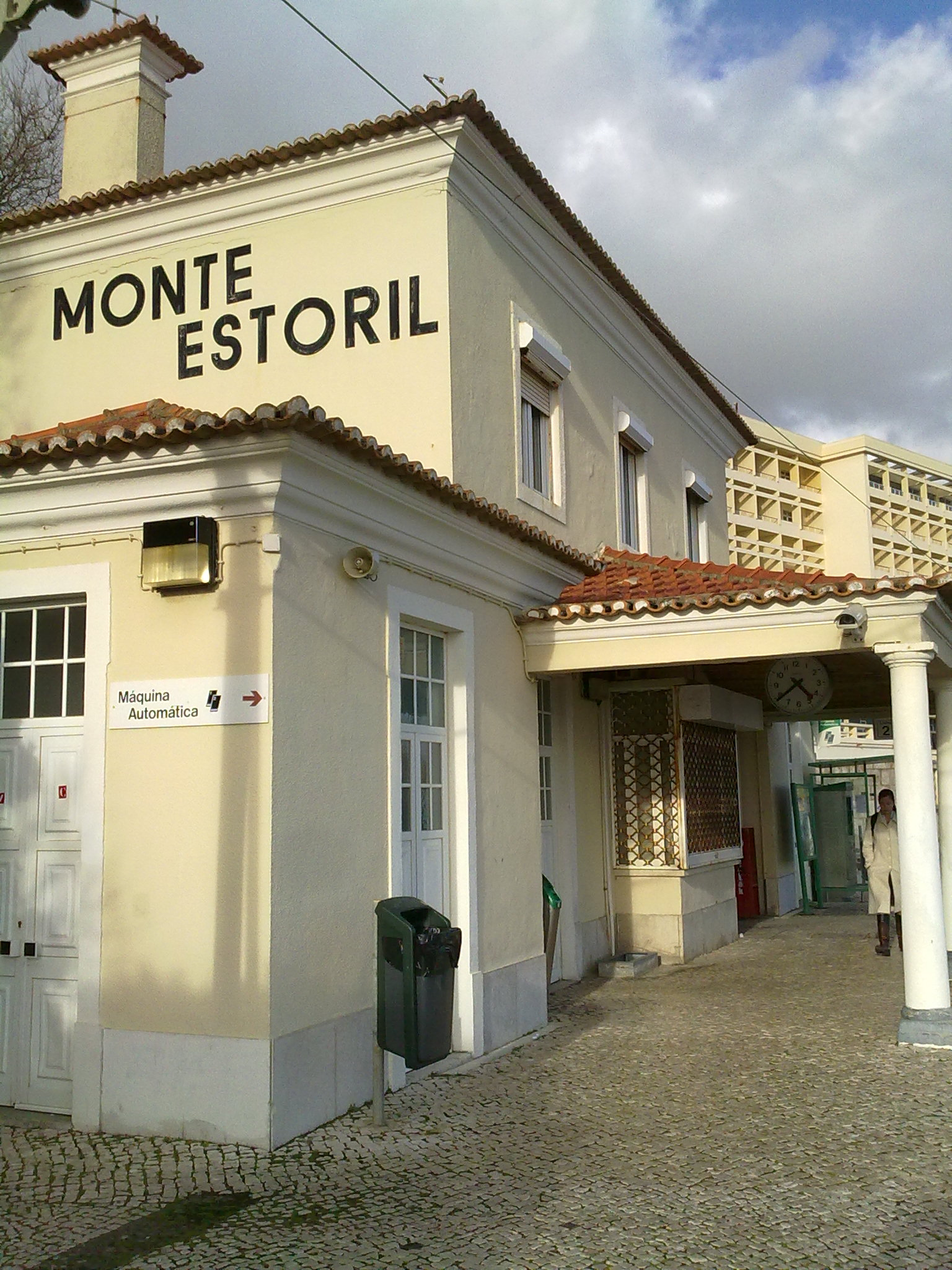
Pormenor do edifício da estação, em 2011

A estação ferroviária do Monte Estoril é uma estação da Linha de Cascais da rede de comboios suburbanos de Lisboa, que serve a localidade do Monte Estoril, situada no município de Cascais, em Portugal.

## Descrição

Aspeto da plataforma

### Localização e acessos
Esta gare situa-se entre a Alameda Columbano e o mar, a menos de um quilómetro, para sul, do centro da localidade nominal (Largo Ostende).

### Infraestrutura
Como apeadeiro numa linha de via dupla, esta interface apresenta-se nas duas vias de circulação (I e II) cada uma acessível por plataforma — uma de 142 m de comprimento e a outra com 144 m, e ambas com 110 cm de altura. O edifício de passageiros situa-se do lado norte da via (lado direito do sentido ascendente, para Cascais).

### Serviços
Em dados de 2023, esta interface é servida por comboios de passageiros da C.P. de tipo urbano no serviço “Linha de Cascais” tipicamente com 69 circulações diárias em cada sentido entre Cais do Sodré e Cascais.

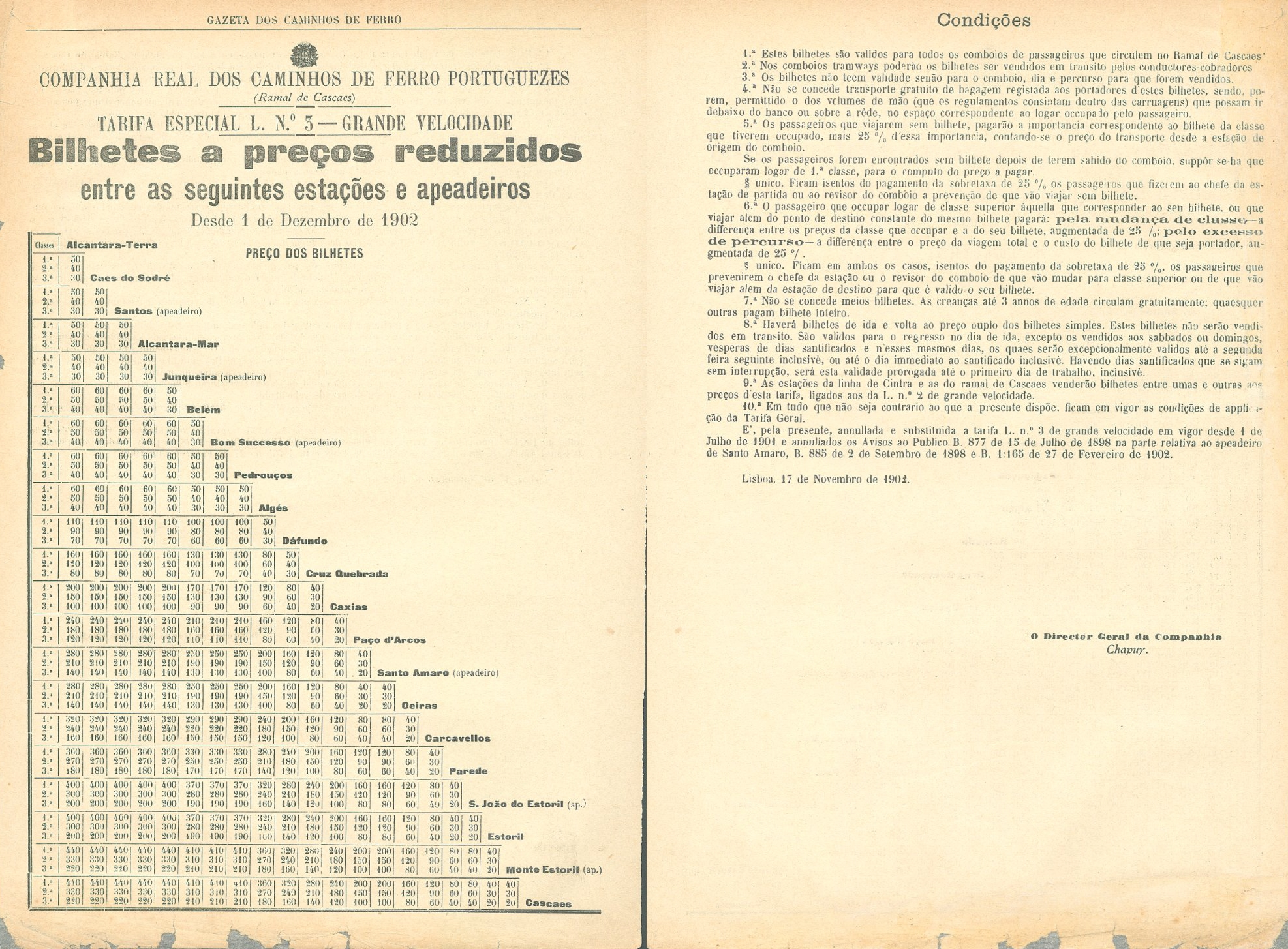
Anúncio de 1902 com a Tarifa Especial n.º 3 da Companhia Real, para bilhetes a preços especiais na Linha de Cascais. Monte Estoril aparece com a categoria de apeadeiro.

## História

### Construção e inauguração
Esta interface insere-se no lanço entre Pedrouços e Cascais, que foi aberto ao serviço pela Companhia Real dos Caminhos de Ferro Portugueses a 30 de Setembro de 1889. A estação fez parte da cerimónia de inauguração da electrificação da linha, em Agosto de 1926.